# Monument Étienne le Grand
 Le monument Étienne le Grand (roumain : Monumentul lui Ștefan cel Mare) est un monument important à Chișinău, en Moldavie .

## Description
Le monument à Étienne III de Moldavie été conçu par l'architecte Alexandru Plămădeală en 1923. Il a été érigé près de l'entrée principale du parc Étienne le Grand dans le centre de Chișinău . Le monument a été achevé en 1927 et inauguré le 29 avril 1928 (pour remplacer le monument à l'honneur d'Alexandre II de Russie, détruit par les autorités roumaines en 1918). Le coût total du monument était estimé à 4.000.000 lei .
Quelques jours avant l'occupation soviétique de 1940 de la Bessarabie et du nord de la Bucovine, le monument a été déplacé à Vaslui. 
Le 25 août 1942, le monument est restitué à Chișinău avant d'être amené en Roumanie en 1944. 
En 1945, les autorités soviétiques ordonnèrent la restauration du monument à Chișinău.
Finalement, le 31 août 1989, le monument à Étienne le Grand a été remis à son emplacement d'origine, choisi par Alexandru Plămădeală dans les années 1920. 
Les inscriptions initiales ont été restaurées. Des cérémonies de dépôt de fleurs sont régulièrement célébrées sur le piédestal de ce monument à chaque fête nationale et les jours de visites officielles de haut et de haut niveau.

## Galerie

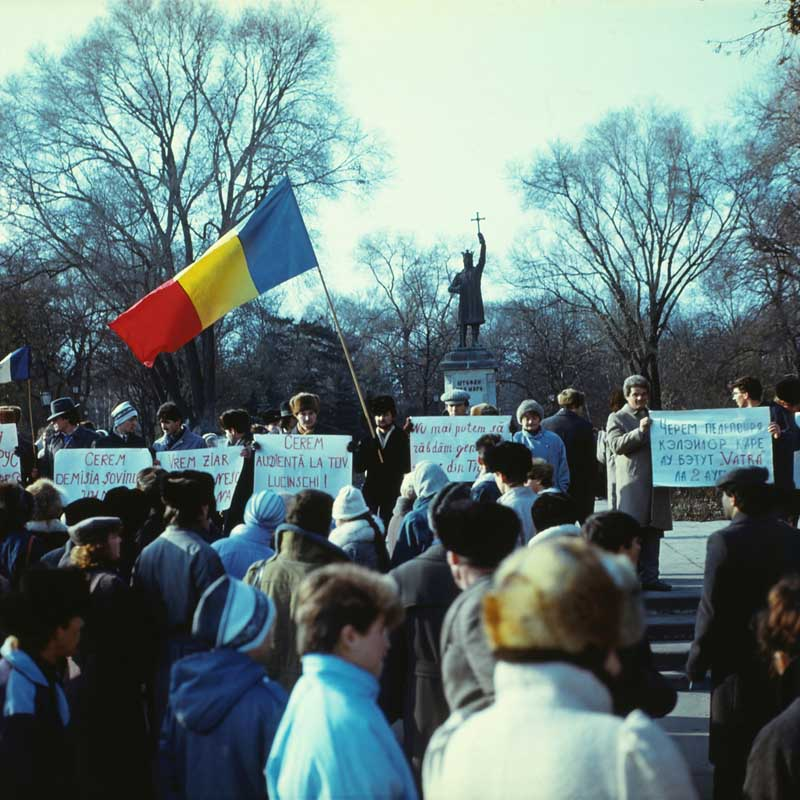
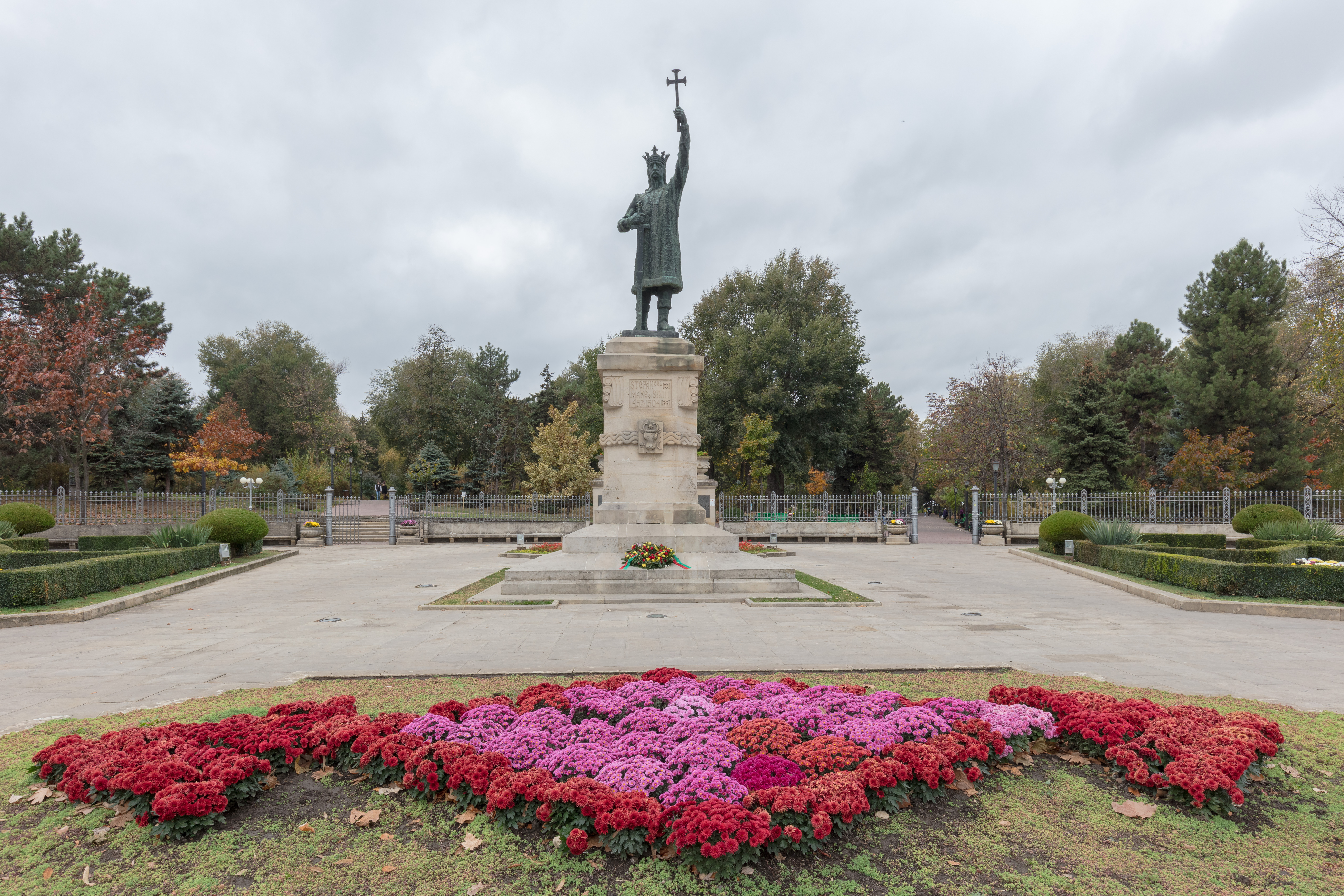
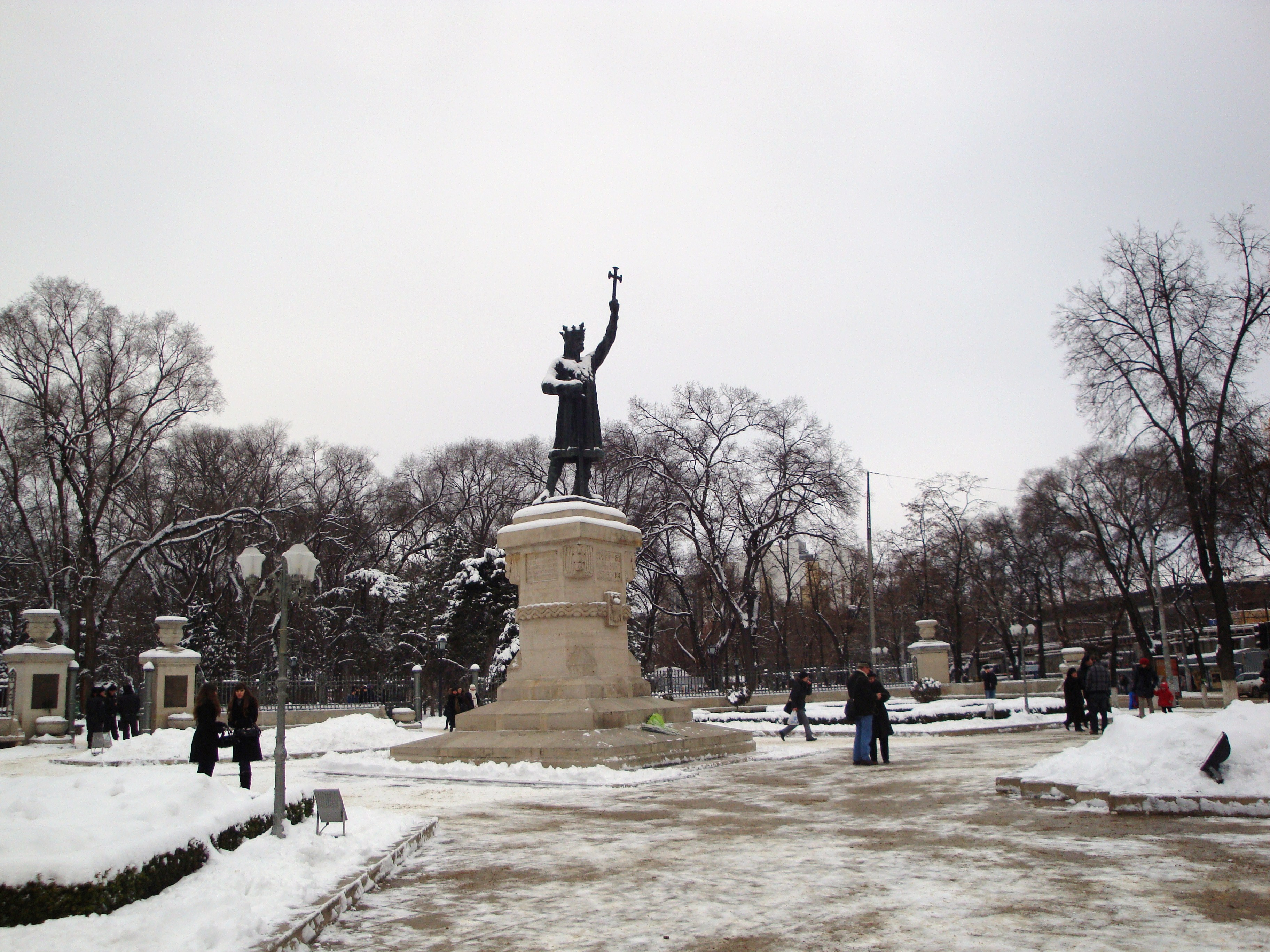
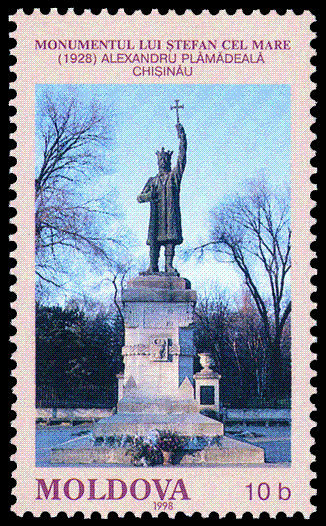
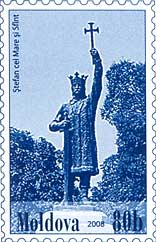
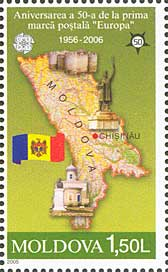